# Agathe Ollivier
Agathe Ollivier, née le 2 avril 1998 à Saint-Brieuc, est une footballeuse française évoluant au poste de latérale gauche au SKN St. Pölten.

## Biographie

### Carrière en club
Agathe Ollivier commence le football avec les garçons à l'US Bréhand, puis au FC Evron. À 15 ans, elle intègre les féminines de l'En avant Guingamp et évolue les trois premières saisons avec les U19 Nationaux. Lors de l'exercice 2016-2017, elle intègre l'équipe première et joue son premier match de D2 contre Juvisy, le 11 septembre 2016. Durant ses deux premières années en D1, elle joue 26 matchs et inscrit deux buts.
En 2018, elle décide de s'engager avec l'US Saint-Malo, en D2 où elle s'impose rapidement. L'année suivante, elle rejoint le LOSC.

### Carrière internationale
Sélectionnée en équipe de France U17 puis en U19, Agathe Ollivier est vice-championne d'Europe avec cette dernière équipe en août 2017. Alors que durant sa formation elle évolue au poste de milieu gauche, elle est repositionnée, en sélection, comme latérale gauche.

## Palmarès
France -19 ans
- Euro -19 ans
  - Finaliste en 2017

## Statistiques
| Saison                | Club                  | Championnat           | Championnat | Championnat | Coupe(s) nationale(s) | Coupe(s) nationale(s) | Total | Total |
| Saison                | Club                  | Division              | M.          | B.          | M.                    | B.                    | M.    | B.    |
| 2016-2017             | EA Guingamp           | Division 1            | 12          | 2           | 0                     | 0                     | 12    | 2     |
| 2017-2018             | EA Guingamp           | Division 1            | 14          | 0           | 1                     | 0                     | 15    | 0     |
| Sous-total            | Sous-total            | Sous-total            | 26          | 2           | 1                     | 0                     | 27    | 2     |
| 2018-2019             | US Saint-Malo         | Division 2            | 22          | 0           | 2                     | 0                     | 24    | 0     |
| Sous-total            | Sous-total            | Sous-total            | 22          | 0           | 2                     | 0                     | 24    | 0     |
| 2019-2020             | LOSC Lille            | Division 2            | 15          | 1           | 4                     | 0                     | 19    | 1     |
| 2020-2021             | LOSC Lille            | Division 2            | 5           | 0           | 0                     | 0                     | 5     | 0     |
| 2021-2022             | LOSC Lille            | Division 2            | 19          | 0           | 1                     | 0                     | 20    | 0     |
| 2022-2023             | LOSC Lille            | Division 2            | 22          | 1           | 1                     | 0                     | 23    | 1     |
| 2023-2024             | LOSC Lille            | Division 1            | 19          | 0           | 3                     | 0                     | 22    | 0     |
| Sous-total            | Sous-total            | Sous-total            | 80          | 2           | 9                     | 0                     | 89    | 2     |
| 2024-2025             | EA Guingamp           | Division 1            | 13          | 1           | -                     | -                     | 13    | 1     |
| Sous-total            | Sous-total            | Sous-total            | 13          | 1           | -                     | -                     | 13    | 1     |
| Total sur la carrière | Total sur la carrière | Total sur la carrière | 141         | 5           | 12                    | 0                     | 153   | 5     |